# Benedetto Cairoli
Benedetto Angelo Francesco Cairoli (Pavia, 28 gennaio 1825 – Napoli, 8 agosto 1889) è stato un politico, patriota e militare italiano.
Fu garibaldino, rifugiato politico e cospiratore anti-austriaco, deputato al Parlamento, Presidente del Consiglio dei ministri italiano nei periodi 24 marzo 1878 - 19 dicembre 1878 e 14 luglio 1879 - 29 maggio 1881. Morì a Napoli nel 1889 ed è sepolto nella città di Gropello Cairoli, in provincia di Pavia.

## Biografia

### Giovinezza ed educazione
Era il primo degli otto figli di Carlo Cairoli,  medico, professore di chirurgia all'Università di Pavia e di Adelaide Bono Cairoli, figlia di un prefetto di Milano sotto Napoleone, poi conte dell'Impero.

Nel 1848, il padre accettò l'incarico di podestà di Pavia, durante la breve stagione del Governo Provvisorio: tornati gli austriaci, si rifugiò in Piemonte dove morì esule.
Benedetto, studente del Liceo classico Ugo Foscolo e poi della facoltà di Giurisprudenza sin dal 1844 alla università di Pavia, fu partecipe del crescente clima anti-austriaco e patriottico che lì dominava e si sarebbe tradotto in una larghissima partecipazione degli studenti ai battaglioni di volontari durante la prima guerra di indipendenza.

### Durante il Risorgimento

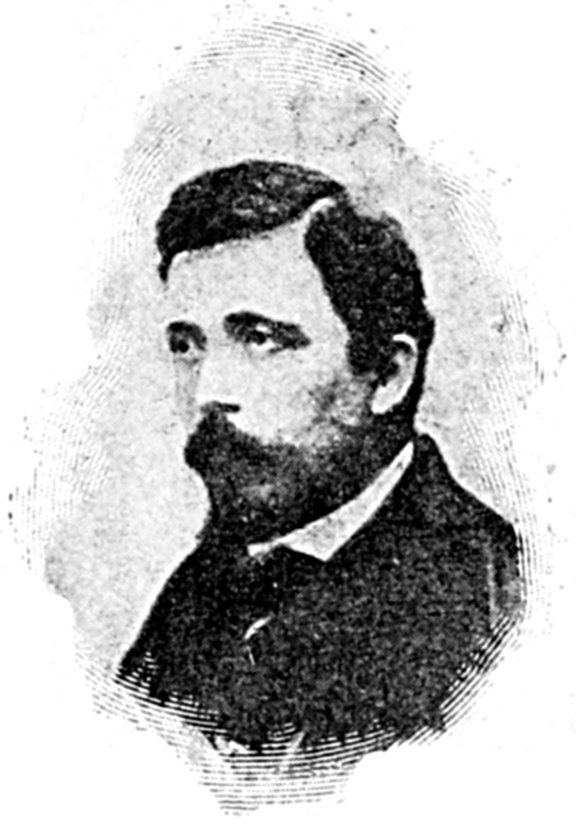
Ritratto di Benedetto dal libro Storia dei Mille (p.58)

Nel 1848 ebbe un ruolo nelle Cinque Giornate di Milano. Nel 1859 ebbe un comando nel corpo dei Cacciatori delle Alpi di Garibaldi (insieme al fratello Ernesto). Nel 1860 (con il fratello Enrico) fu ancora con Garibaldi alla prima spedizione dei Mille, nel corso della quale fu ferito due volte: la prima, in modo lieve, a Calatafimi e la seconda, gravemente, a Palermo nel 1860. Nel 1866, col grado di colonnello, partecipò alla campagna di Garibaldi nel Trentino. Nel 1867 (mentre i fratelli Enrico e Giovanni conducevano lo scontro di villa Glori) combatté a Mentana. Nel 1870 partecipò ai negoziati informali con Bismarck, negoziati nel corso dei quali pare che il Cancelliere tedesco avesse promesso di appoggiare l'annessione di Roma da parte dell'Italia, a patto che il Partito Democratico si fosse adoperato per impedire un'alleanza fra il re Vittorio Emanuele II e Napoleone III.
Fece parte della Commissione istituita nel dicembre 1861, per redigere il primo elenco dei Mille che sbarcarono a Marsala l'11 maggio 1860. La Commissione era composta dai generali: Vincenzo Giordano Orsini, Francesco Stocco, Giovanni Acerbi, i colonnelli; Giuseppe Dezza, Guglielmo Cenni e Benedetto Cairoli, Giorgio Manin, i maggiori; Luigi Miceli e Antonio Della Palù, i maggiori; Giulio Emanuele De Cretsckmann, Francesco Raffaele Curzio e Davide Cesare Uziel, i capitani; Salvatore Calvino e Achille Argentino. La Commissione rilasciò delle autorizzazioni a fregiarsi della medaglia decretata dal Consiglio civico di Palermo il 21 giugno 1860 per gli sbarcati a Marsala. Un altro Giurì d'onore riesaminò i titoli dei componenti la spedizione e il Ministero della Guerra pubblicò un nuovo Elenco dei Mille di Marsala, nel bollettino n.21, nell'anno 1864, in base al quale furono concesse le pensioni. Sulla base del secondo elenco fu redatto in modo definitivo il documento della Gazzetta ufficiale del Regno d'Italia del 12 novembre 1878.

### Martirologio della famiglia
Il prestigio di Cairoli doveva molto alla sua famiglia: il padre morì a Gropello, e i quattro fratelli caddero tutti nelle guerre risorgimentali: Ernesto morto tra i Cacciatori delle Alpi, Luigi morto a Cosenza, di tifo, durante la Spedizione dei Mille, Enrico morto allo Scontro di villa Glori il 23 ottobre del 1867, Giovanni morto per le ferite riportare a villa Glori.
Accanto a loro anche due sorelle, Rachele (1826-1856) ed Emilia (1827-1856), alle quali pure la sorte riserva una vita breve.
Esemplare fu considerato il comportamento della madre: il suo rifiuto di accettare ricompense od onorificenze di qualsiasi tipo mise la famiglia in una luce ancora migliore di fronte agli Italiani.

### Primo governo Cairoli

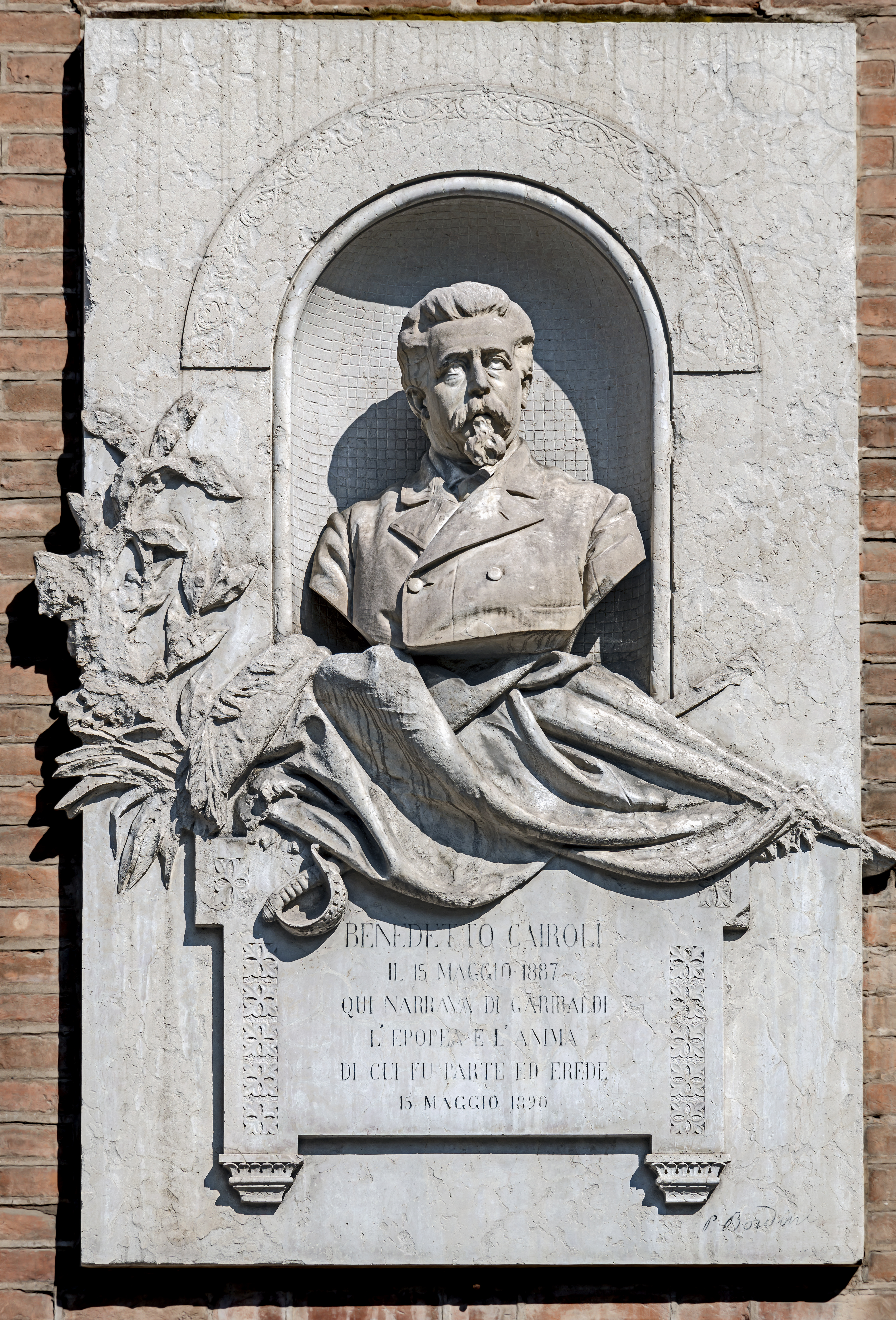
Busto commemorativo, a Verona

Quando nel 1876 la Sinistra andò al potere, Cairoli, deputato sin dalla prima legislatura, quindi da 16 anni, divenne capogruppo parlamentare della maggioranza e, dopo la caduta dei governi Depretis e Crispi, il 24 marzo 1878 formò il suo primo Gabinetto.
Sin dagli anni precedenti, la sua politica estera fu filo-francese ed irredentista, in linea con i sentimenti tradizionali della Sinistra italiana ed ebbe suggello simbolico con le sue nozze (nel 1873) con la contessa Elena Sizzo Noris (1845-1920), patriota trentina, fervente irredentista.
Tale atteggiamento, tuttavia, non teneva conto del grave indebolimento della Francia, dopo la sconfitta subita alla guerra franco-prussiana, né delle latenti tensioni fra Roma e Parigi in merito alla colonizzazione della Tunisia. Contemporaneamente, l'appoggio alle manifestazioni irredentiste offerto da Cairoli contribuiva a mantenere tesi i rapporti con Vienna e l'alleato Bismarck. Perciò la politica estera di Cairoli aveva praticamente posto la posizione internazionale dell'Italia in un vicolo cieco.
Gli effetti di tale isolamento furono palesi a tutti in occasione del Congresso di Berlino (12 giugno-13 luglio 1878): l'Austria-Ungheria si assicurò l'occupazione della Bosnia e dell'Erzegovina, la Gran Bretagna l'isola di Cipro, la Francia garanzie sulla Tunisia, mentre l'Italia (rappresentata dal ministro degli esteri Corti) non ottenne assolutamente nulla, in particolare in merito al Trentino.
Cairoli sostenne di aver condotto la politica delle "mani nette", rifuggendo da tentazioni nazionaliste sulla base dell'idea che Roma avesse tanto pochi diritti su una nazione africana, quanto Vienna sulle residue province italiane. Ma l'assenza di progressi in merito a Trento appariva in troppo palese contraddizione con l'enfasi irredentista cui sembrava conformarsi la politica del governo. Cairoli, inoltre, poteva vantare di aver ottenuto la partecipazione dell'Italia ad un grande Congresso europeo, in qualità di grande potenza. Ed era la prima volta. Ma non fu facile per l'opinione pubblica comprenderne i vantaggi, in assenza di guadagni di alcun tipo.
Il governo Cairoli ne uscì fortemente indebolito, cosicché cadde alla prima occasione: il tentativo da parte dell'anarchico Passannante di assassinare il Re Umberto I (17 novembre 1878). Cairoli stesso, presente al fatto, afferrò l'attentatore e ricevette una coltellata alla coscia. L'11 dicembre 1878 un ordine del giorno favorevole al governo venne respinto a grande maggioranza e Cairoli si dimise il giorno 19.

### Secondo e terzo governo Cairoli
Dopo un breve governo Depretis, il 14 luglio 1879 Cairoli tornò al potere e, il 25 novembre successivo formò con Depretis un governo di coalizione, nel quale egli assunse gli incarichi di presidente del Consiglio e ministro degli esteri. Ma non aveva saputo risolvere il grave isolamento in cui languiva la politica estera italiana.
La questione all'ordine del giorno era la colonizzazione della Tunisia, cui ambivano la ricca Francia e la debole Italia. Cairoli, come prima di lui il Depretis non ritennero mai di procedere ad un'occupazione, essendo in generale ostili ad una politica militarista. Essi, tuttavia, confidarono troppo nella possibile opposizione della Gran Bretagna all'allargamento della sfera di influenza francese in Africa del nord (mentre, semmai, Londra era ostile al fatto che una sola potenza controllasse per intero il Canale di Sicilia).
Cosicché il governo si lasciò sorprendere, l'11 maggio 1881, quando i francesi procedettero all'occupazione della colonia. Essa diede ulteriore conferma della debolezza della posizione internazionale dell'Italia, e rinfocolò le polemiche successive al Congresso di Berlino. Gli eventi, in effetti, dimostravano il velleitarismo della politica del Cairoli e del Depretis, l'impossibilità di un'alleanza con la Francia e la necessità di un riavvicinamento con Berlino e, quindi, con Vienna, seppure obtorto collo.
Una simile inversione della politica dell'ultimo decennio, tuttavia, non poteva essere condotta dai medesimi uomini politici e Cairoli riconobbe la necessità di presentare le dimissioni, il 29 maggio 1881, evitando così che la Camera lo censurasse apertamente. Da allora di fatto scomparve dalla scena politica.
La strada era aperta per le ambizioni di Francesco Crispi, uomo della Sinistra ma assai più disponibile ad abbandonare la politica del disimpegno internazionale ed a legarsi al grande avversario della Francia, il cancelliere Otto von Bismarck: nel maggio del 1882 Roma divenne membro della Triplice Alleanza.

### Ultimi anni e morte

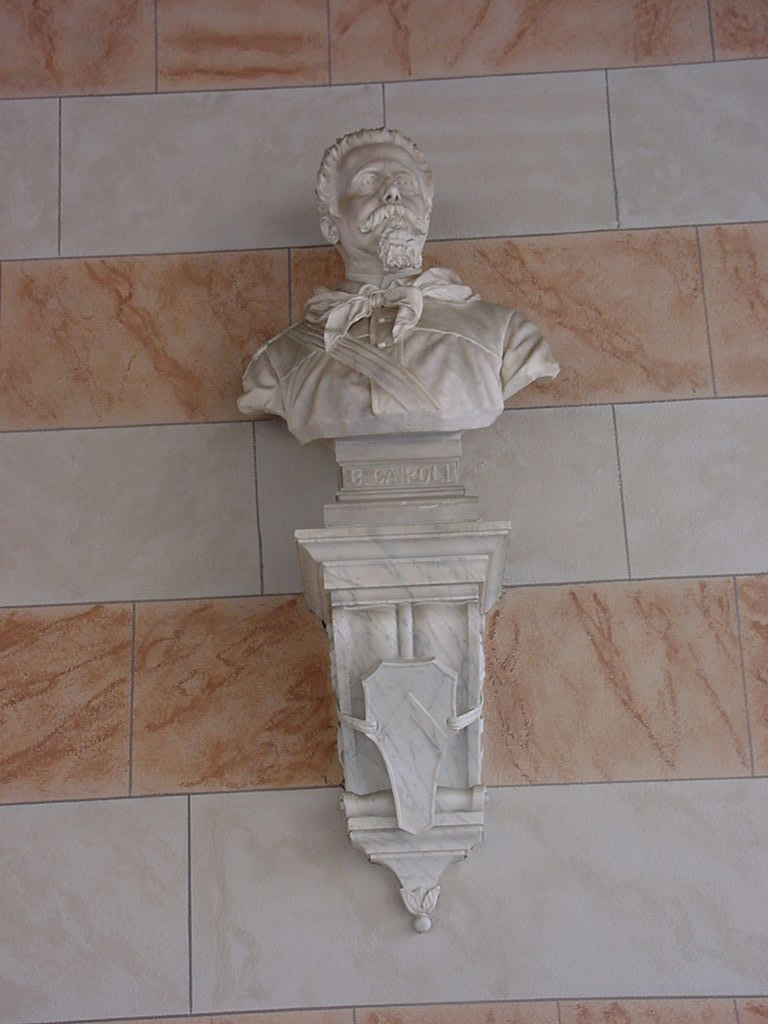
Busto del Cairoli a Udine

Nel 1887 fu insignito del Collare dell'Annunziata, la massima onorificenza italiana. Morì l'8 agosto 1889, mentre si trovava ospite di re Umberto I nella reggia di Capodimonte, a Napoli. Inizialmente inumato a Napoli presso il Cimitero di Poggioreale, Benedetto Cairoli oggi riposa, insieme ai familiari, nel Sacrario di famiglia accanto all'omonimo palazzo di Gropello. Le sue carte, insieme a quelle di altri membri della sua famiglia, furono donate all'Archivio Storico Civico di Pavia.
Cairoli fece parte della massoneria, come risulterebbe da una sua lettera a Gianluigi Bozzoni, in data 1º febbraio 1862.
Benedetto Cairoli fu il primo garibaldino presidente del Consiglio dei ministri del Regno d'Italia. Ultimo superstite di una famiglia di eroi-martiri del Risorgimento ed egli stesso invalido di guerra, fu celebrato dai contemporanei come cavalleresco campione di patriottismo e onestà. Nonostante le contraddizioni e gli insuccessi in politica interna ed estera nei suoi tre governi (1878, 1879-1881), fu a lungo considerato il «vessillo della Sinistra», secondo la definizione di Francesco De Sanctis; e, per Agostino Bertani, fu, già in vita, il «monumento» di una rivoluzione liberale incompiuta.

## Nei ricordi dei contemporanei
Carlo Dossi ne parla spesso nelle sue Note Azzurre, e nel modo meno lusinghiero; secondo questi pettegolezzi, raccolti al Ministero degli Esteri in cui Dossi lavorava, Cairoli era un politico incompetente e disonesto. Al contrario l'amico Alfredo Baccarini si sprecava negli elogi del patriota e dell'uomo politico: "... Nell'arringo parlamentare, ascoltata e temuta, tuonò la sua voce nelle più solenni occasioni, come sulla legge per l'esercizio delle ferrovie, sulla riforma universitaria, sul miglioramento di condizione dei maestri elementari, sulla perequazione fondiaria, sull'indirizzo della politica all'interno, all'estero, e nelle colonie, e intorno ad ogni altro argomento che richiamasse la difesa delle libertà, il sollievo delle sofferenze, il ristoro dei contribuenti, il patrocinio dell'industria, dell'agricoltura, dell'economia nazionale.
Garibaldi così lo confortò dopo le dimissioni del 1878: "Io vi ho compreso. Vi ho amato e stimato da quando vi conobbi. Oggi più che mai vi ammiro." .